# Атанас Киров
Атанас Петров Киров е български състезател по вдигане на тежести.

## Биография
Роден е на 24 септември 1946 г. в Бургас.
Той е първият българин, станал европейски шампион по вдигане на тежести. Киров е световен шампион 3 пъти (1973, 1974, 1975 г.) и вицешампион през 1969 г. в категория 56 кг. Четирикратен европейски първенец – през 1969 г. (Варшава), 1973, 1974, 1975 г., 2 пъти е световен рекордьор.
Почетен гражданин е на Бургас (1975 г.)